# Gabriel Leiva
Gabriel Fernando Leiva Rojas (ur. 27 sierpnia 1994 w Turrialbie) – kostarykański piłkarz występujący na pozycji ofensywnego pomocnika, od 2023 roku zawodnik San Carlos.